# Forum di Milano
El Forum di Milano (també conegut com a Unipol Forum per motius de patrocini, i anteriorment Fila Forum, Datch Forum, Forum d'Assago i Mediolanum Forum) és un pavelló esportiu situat a la localitat italiana d'Assago a 10 km de Milà. Amb una superfície de 40.000 metres quadrats i capacitat per a 12.700 espectadors és la pista en la qual disputa els seus partits com a local l'Armani Jeans Milano de la LEGA.

## Esdeveniments esportius
- 1994 Final del campionat del món d'hoquei sobre gel.
- 1998 Final de la Copa Davis de Tenis entre Suècia i Itàlia.
- 2014 Seu de la Final Four de Basket.